# M40 GMC
El M40 GMC, cuya designación oficial era 155 mm Gun Motor Carriage M40, fue un cañón autopropulsado del Ejército de los Estados Unidos en la Segunda Guerra Mundial.

## Descripción
El bastidor del M40 se basó en el casco del tanque medio M4A3 Sherman. El motor era un Wright R-975 fabricado bajo licencia por Continental Motors, en realidad un motor de aviación, al cual a finales de la Segunda Guerra Mundial también se le encontró aplicación en vehículos blindados. El prototipo obtuvo al principio la designación T38, la cual fue cambiada a M40 en marzo de 1945. El vehículo estaba armado con un cañón M2 de 155 mm. Originalmente debía sustituir al cañón autopropulsado M12 Gun Motor Carriage .
La producción comenzó en enero de 1945 y hasta mayo, fueron producidas 311 piezas que fueron llevadas al teatro de guerra europeo.
Algunos M40 se utilizaron en la batalla por Colonia. Principalmente su utilizó el M40 GMC en la Guerra de Corea. Además, el Ejército británico adoptó este cañón autopropulsado con la designación 155 mm SP, M40.

## Variantes

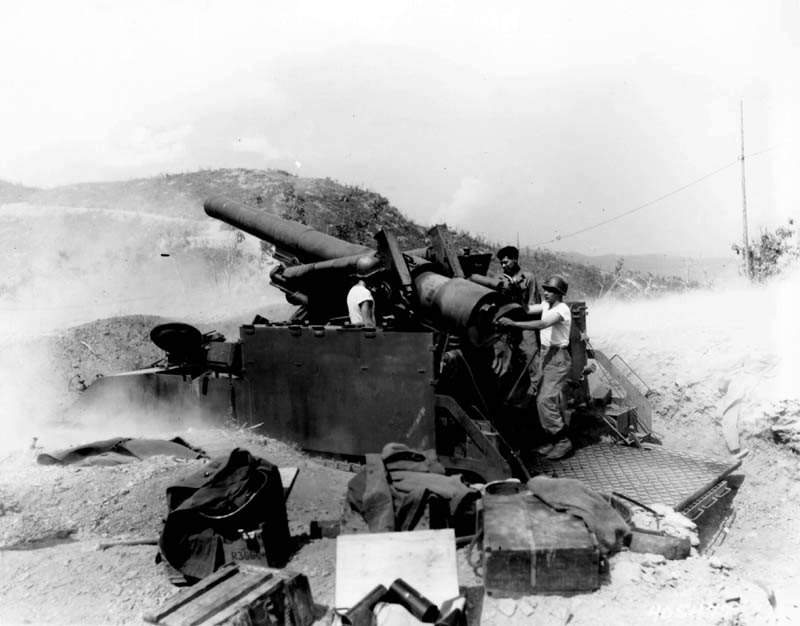
8 inch HMC M43 en Corea

- Cargo Carrier T30: producido solo en pequeñas cantidades; se canceló su producción en 1944.
- 8 inch Howitzer Motor Carriage M43: obús HMC de 203 mm; en total fueron producidos 48.
- 250 mm Mortar Motor Carriage T94: obús MMC de 250 mm; solo un prototipo construido en 1946.